# Shenzhen Luohu Open 2024
Die Shenzhen Luohu Open 2024 waren ein Tennisturnier der ITF Women’s World Tennis Tour 2024 für Damen und ein Tennisturnier der ATP Challenger Tour 2024 für Herren in Shenzhen. Es fand für die Damen vom 15. bis 21. April 2024 und für die Herren unmittelbar folgend vom 22. bis 28. April 2024 statt.